# Lynn Knippenborg
Lynn Knippenborg (née le 7 janvier 1992 à Winterswijk) est une joueuse internationale néerlandaise de handball, évoluant au poste de demi-centre.

## Biographie
En décembre 2015, elle crée la surprise avec les Pays-Bas en atteignant la finale du championnat du monde, perdue face à la Norvège,.
En décembre 2017, elle décroche une médaille de bronze lors du championnat du monde en remportant le match pour la troisième place face à la Suède.

## Palmarès

### En club
compétitions nationales
- championne des Pays-Bas en 2011, 2012, 2013 et 2014 (avec SV Dalfsen)
- vainqueur  de la coupe d'Allemagne en 2017 (avec Buxtehuder SV)

### En sélection
championnats du monde
- finaliste du championnat du monde 2015
- troisième du championnat du monde 2017
- 12e du championnat du monde 2013[6]

championnats d'Europe
- finaliste du championnat d'Europe 2016
- troisième du championnat d'Europe 2018

autres
- finaliste du championnat d'Europe junior en 2011[7]